# 棍棒小紋石蛾
棍棒小紋石蛾（学名：Cheumatopsyche clavalis）为紋石蛾科合脈石蛾屬下的一个种。